# Transferrine

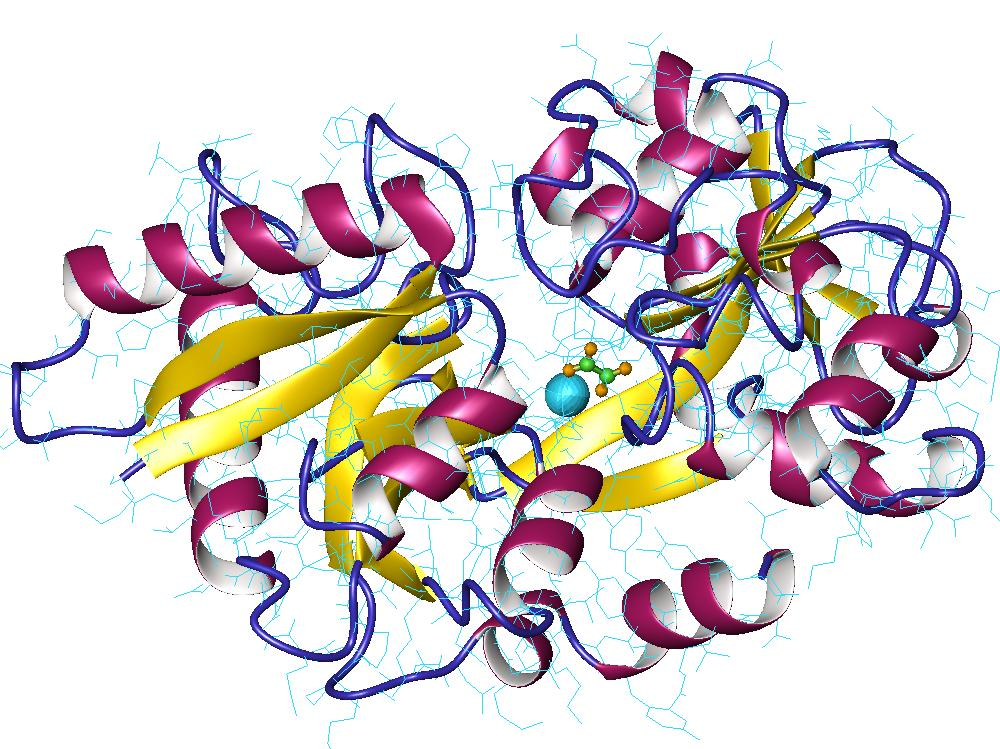
Transferrine, Human.

Transferrine is een van de, in het bloedplasma opgeloste, transporteiwitten. Zoals de naam al aangeeft, is transferrine een transporteiwit voor ijzer, of ferrum in het Latijn.
Het transferrinegehalte van het bloed wordt weleens bepaald bij een vermoeden van stoornissen in het ijzermetabolisme, zoals hemochromatose. De totale ijzerbindingscapaciteit in het bloed is equivalent aan het transferrinegehalte.
Een transferrinemolecuul kan twee ijzeratomen binden. Deze worden door het bloed in de cellen afgeleverd, doordat het transferrine, na binding aan een transferrinereceptor, in de cel opgenomen wordt in een vesikel. Vervolgens maakt de cel, door het aanzuren van het cytosol, het ijzer van het transferrine los.
Het transferrinemolecuul heeft ook een functie in de afweer: het vangt op de slijmvliezen ijzermoleculen weg, waardoor bacteriën die ijzer nodig hebben minder goed gedijen.
Het gen dat codeert voor transferrine bevindt zich bij mensen op chromosoom 3.

## Functie in de ijzerstofwisseling
Er zijn twee transferrine-receptoren bekend: transferrinereceptor 1 (TfR1) komt voor in alle cellen en is vooral betrokken bij ijzeropname van de cel. Transferrinereceptor 2 (TfR2) komt hoofdzakelijk in de lever voor, en speelt waarschijnlijk een rol bij de regulatie van het ijzerregulerend peptidehormoon hepcidine, door het signaleren van de hoeveelheid ijzer die in de bloedbaan circuleert (serumijzer). Wanneer transferrine aan een TfR1-receptor bindt wordt het ijzer, via receptorgemedieerde endocytose, opgenomen en in vesikels naar de endosomen getransporteerd. Daar komt het ijzer los van de transferrinemolecule door het zure milieu in het endosoom. Het transferrine zelf, nu als apotransferrine aangeduid, blijft aan de receptor gebonden. Dit complex wordt naar de plasmamembraan getransporteerd en, in het neutrale milieu van het extracellulair vocht, dissocieert apotransferrine van de receptor. Het gehele proces kan nu opnieuw beginnen. Driewaardig ijzer (Fe3+) wordt door een eiwit uit het endosoom in het celplasma getransporteerd en daarbij tot tweewaardig ijzer (Fe2+) gereduceerd. In de cellen wordt Fe2+ door ferritine opgeslagen.
IJzer is onder andere een bestanddeel van enzymen, en is zeer belangrijk voor de groei van de cellen. Daarnaast zijn ijzerionen zeer belangrijk voor het zuurstofbindend vermogen van hemoglobine. Een te grote opslag van ijzer, of een tekort aan ijzer, is schadelijk voor het organisme. Mutaties in TfR2, of in de regulatie van TfR1, leiden tot het ziektebeeld van hemochromatose, waarbij te veel ijzer wordt opgeslagen. Bij een tekort aan ijzer kan het tot anemie komen. 